# Filarmonica Brașov

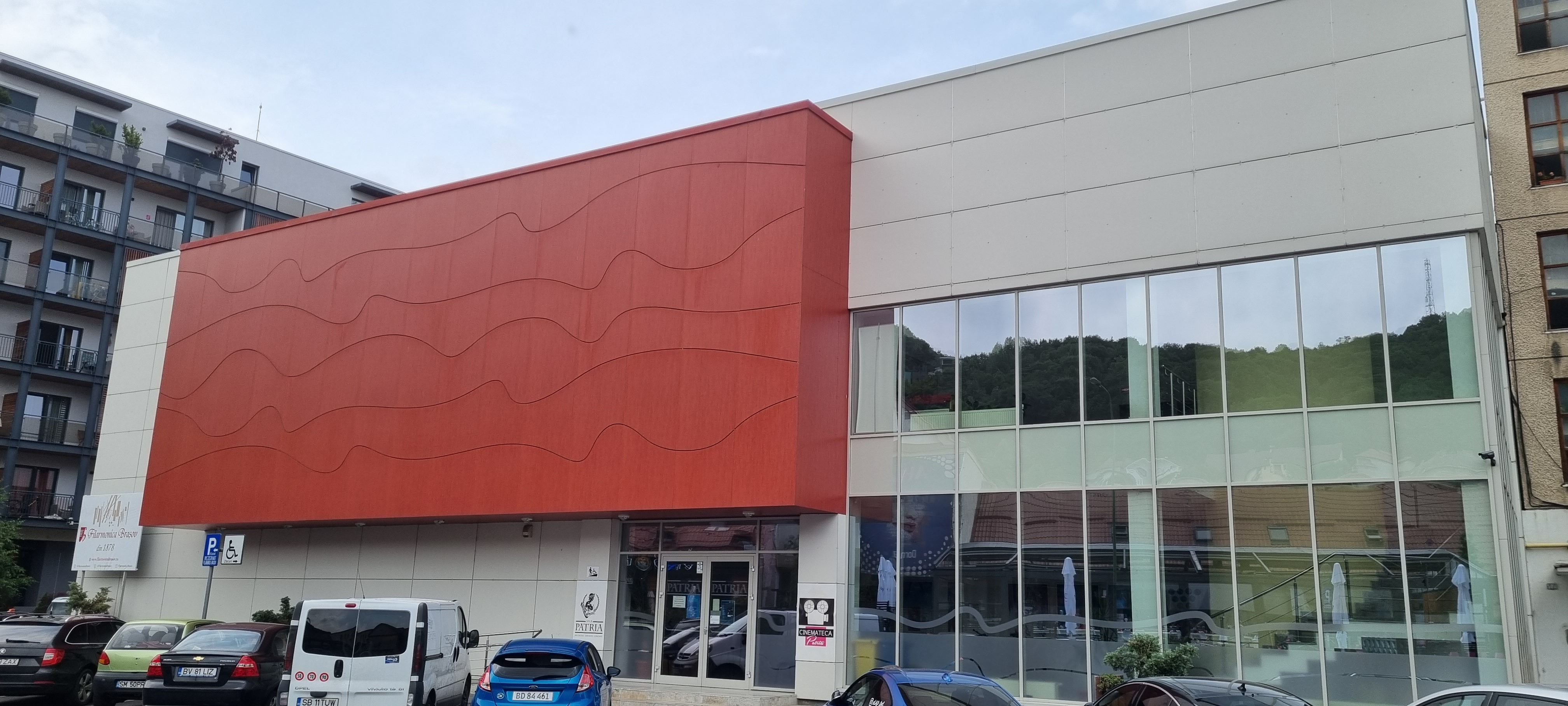
Sala Patria, sediul filarmonicii

Filarmonica Brașov, denumită anterior Filarmonica „Gheorghe Dima”, este o instituție muzicală de prestigiu, fondată în 1878 sub numele Kronstaedter Philharmonische Gessellschaft, cu scopul de a promova muzica clasică în Brașov. Încă de la început, a jucat un rol central în viața culturală a orașului, reunind oameni din diverse etnii, în special din comunitatea săsească. Cu sprijinul acestora, orchestra a câștigat rapid notorietate și a început să atragă artiști de renume, consolidându-și un rol semnificativ pe scena muzicală. 

## Istoric
Au existat și inițiative anterioare de a crea o astfel de instituție de cultură, la 1756 și 1814. Societatea și-a desfășurat activitatea neîntrerupt de la înființare. În perioada interbelică, Filarmonica a trecut prin provocări majore, mai ales în contextul celor două războaie mondiale, dar a reușit să își mențină activitatea. 
După al Doilea Război Mondial, în 1945, profesorul și dirijorul Dinu Niculescu a revitalizat și restructurat filarmonica, transformând-o într-o orchestră simfonică solidă și redându-i prestigiul. Filarmonica a luat în 1946 numele compozitorului brașovean Gheorghe Dima. În această perioadă, Filarmonica a început să își extindă repertoriul, apropiindu-se de comunitate prin concerte simfonice și educative destinate publicului de toate vârstele. În 1948, Filarmonica a fost naționalizată. 
Anii ’60-’70 au fost o perioadă de glorie pentru Filarmonica Brașov sub conducerea dirijorilor I. Ionescu-Galați și Mircea Lucescu. Considerată una dintre cele mai bune orchestre din provincie, orchestra brașoveană s-a bucurat de un succes național datorită calității interpretative și a diversității repertoriului, confirmându-și reputația prin „concerte eveniment” susținute de muzicieni talentați.
De-a lungul anilor, instituția a colaborat cu mari personalități ale muzicii: Felix Weingartner, Richard Strauss, Franz Lehar, Emil Sauer, Kiril Kondrașin, Leonid Kogan, Iakov Zak, Kurt Masur, George Enescu, Paul Richter, Victor Bickerich, Dinu Niculescu, Ilarion Ionescu-Galați (ultimii doi totodată și dirijori și directori al Filarmonicii, pentru multă vreme) și mulți alții. Orchestra filarmonicii a susținut numeroase concerte și turnee în străinătate (Franța, Spania, Rusia, Germania, Olanda etc.). Anual, susține Festialul muzicii de cameră. Filarmonica din Brașov a purtat timp de mai mult de 50 de ani numele de Filarmonica „Gheorghe Dima”, dar a renunțat la această denumire odată cu mutarea în sediul nou din Sala „Patria”.
Astăzi, Filarmonica Brașov continuă să fie un pilon cultural în viața artistică a orașului, cu un program diversificat ce include concerte simfonice, recitaluri și inițiative educative. Instituția atrage anual un public larg și dedicat, contribuind astfel la promovarea și păstrarea patrimoniului muzical românesc și internațional.